# Luật chống phân biệt đối xử
Luật chống phân biệt đối xử (tiếng Anh: anti-discrimination law) là bộ luật được ban hành để ngăn chặn và xóa bỏ sự phân biệt đối xử đối với một nhóm người, một tập thể hay một tầng lớp trong xã hội. Luật này nghiêm cấm mọi hành vi xúc phạm danh dự, nhân phẩm hay làm ảnh hưởng, đe dọa đến đời sống của nhóm người được bảo vệ.

## Tổng quan
Những chủ đề/khía cạnh tạo ra sự phân biệt đối xử trong xã hội rất đa dạng: giới tính, chủng tộc, sắc tộc, độ tuổi, quốc tịch, người khuyết tật, người mắc bệnh tâm thần, bệnh truyền nhiễm, xu hướng tính dục, mắc nghiện ma túy, vai trò xã hội, chức vị trong chính quyền, chênh lệch giàu - nghèo, tư tưởng về tôn giáo, quan điểm chính trị, sự tham gia các đảng phái chính trị, trình độ học vấn, con đẻ - con nuôi, dân bản địa - dân nhập cư, nghĩa vụ quân sự... Thực tế, trong xã hội có tới hàng trăm yếu tố/khía cạnh/tình huống tạo ra sự phân biệt đối xử mà không một ai và không một bộ luật nào có thể liệt kê hết được. Do vậy, các nước thường không xây dựng một bộ luật tổng hợp về chống phân biệt đối xử mà sẽ phân chia, lồng ghép các quy định về chống phân biệt đối xử trong từng bộ luật chuyên ngành (ví dụ: Luật người cao tuổi sẽ quy định cấm phân biệt đối xử về tuổi tác, Luật tôn giáo sẽ quy định cấm phân biệt đối xử về tôn giáo, Luật người khuyết tật sẽ quy định cấm phân biệt đối xử đối với người tàn tật...).

## Theo quốc gia

### Việt Nam
Việt Nam không có luật chống phân biệt đối xử, thay vào đó, các nội dung về cấm phân biệt đối xử đã được Việt Nam quy định cụ thể tại các luật chuyên ngành, tương tự như đa số các quốc gia khác. Ví dụ như: Luật Người cao tuổi đã quy định cấm phân biệt đối xử về tuổi tác, Luật Tôn giáo cấm phân biệt đối xử giữa các tôn giáo, Luật Phòng chống bệnh truyền nhiễm cấm phân biệt đối xử với người mắc bệnh, Luật Giáo dục cấm phân biệt đối xử về xuất thân, dân tộc, tín ngưỡng, giới tính, độ tuổi... của học sinh, Luật Người khuyết tật cấm phân biệt đối xử với người khuyết tật, và nhiều luật khác...

## Ngoại lệ
Mặt khác, cũng phải nhìn nhận là có những trường hợp phân biệt đối xử là điều cần thiết vì lợi ích chung của xã hội. Ví dụ như khi xảy ra dịch bệnh thì cách ly người bệnh là cần thiết (dù điều đó mang tính phân biệt đối xử với người bệnh), hoặc việc cấm người khuyết tật tham gia nghĩa vụ quân sự là cần thiết để đảm bảo sức chiến đấu của quân đội (dù điều đó mang tính phân biệt đối xử với người khuyết tật).